# Pool (parish)
Pool är en civil parish i Leeds, Storbritannien. Den ligger i grevskapet West Yorkshire och riksdelen England, i den centrala delen av landet, 280 km norr om huvudstaden London. Det inkluderar Pool-in-Wharfedale. Parish hade 2 284 invånare år 2011.